# Hug III de Borgonya
Hug III de Borgonya (1142 - Acre 1192), duc de Borgonya (1162-1192).

## Orígens familiars
Nasqué el 1142 sent fill del duc Eudes II de Borgonya i Maria de Blois. Era net per línia paterna d'Hug II de Borgonya i Matilde de Mayenne, i per línia materna de Teobald II de Xampanya i Matilda de Caríntia.

## Núpcies i descendents
Es casà el 1165 amb Alícia de Lorena, filla de Mateu I de Lorena i Berta de Suàbia. D'aquesta unió nasqueren:
- l'infant Eudes III de Borgonya (1166-1218), duc de Borgonya
- l'infant Alexandre de Borgonya (1170-1205), senyor de Montagu
- la infanta Dolça de Borgonya (1175-d 1219), casada el 1196 amb Simó de Semur
- la infanta Alícia de Borgonya (1177-?), casada amb Berald VIII de Mercoeur

El 1183 repudià Alícia de Lorena i es casà, en segones núpcies el mateix any, a St-Gilles-en-Languedoc amb la comtessa Beatriu d'Albon, filla de Guigó V d'Albon i Beatriu de Montferrat. D'aquesta unió nasqueren:
- l'infant Andreu Guigó VI del Vienès (1184-1237), delfí de Viennois
- la infanta Mafalda de Borgonya (1190-1242), casada el 1214 amb Joan I de Chalon (comte de Chalon)
- la infanta Anna de Borgonya (1192-1243), casada el 1222 amb el comte Amadeu IV

## Ducat de Borgonya
El regnat d'Hug III marcà la fi del període de relativa calma i pau al ducat de Borgonya. Hug III fou un duc bel·ligerant i ben aviat entrà en conflictes amb el rei Lluís VII de França sobre les fronteres entre els dos dominis. La mort del rei, i l'ascens del seu fill Felip II de França, probocà que Hug III forcés molts senyors feudals a trencar el seu vassallatge vers el rei francès, motiu pel qual el rei francès ocupà el ducat. El seu fill fou fet presoner, per la qual cosa hagué de pagar un elevat rescat i hagué de renunciar a les seves pretensions sobre França.
El 1187 Hug III traslladà la capital del Ducat de Borgonya fins a Dijon.
S'alià amb Ricard Cor de Lleó i s'embrancà en la Tercera Croada junt amb ell contra Saladí. Hug III tingué una importància vital en la presa de la ciutat d'Acre, on morí un any després, el 25 d'agost de 1192, i en la batalla d'Arsuf, en la que va comandar als francs.